# Lochan Dubh (Caithness)
Lochan Dubh (schottisch-gälisch: „Kleiner Schwarzer See“) ist ein Süßwassersee in der traditionellen Grafschaft Caithness in der schottischen Council Area Highland.

## Beschreibung
Der See liegt im Zentrum von Caithness etwa einen Kilometer östlich des größeren Loch More. Seine Umgebung ist nur sehr dünn besiedelt. Der Weiler Westerdale befindet sich rund sechs Kilometer nordöstlich, die Ortschaft Halkirk etwa 13 Kilometer nordnordöstlich. Der Lochan Dubh liegt abseits einer unbefestigten Straße, die acht Kilometer östlich in der A9 aufgeht.
Der See liegt auf einer Höhe von 115 Metern über dem Meeresspiegel. Der längliche Lochan Dubh weist eine maximale Länge von 0,51 Kilometern bei einer maximalen Breite von 0,32 Kilometern auf, woraus sich eine Fläche von sieben Hektar und ein Umfang von einem Kilometer ergeben. Die mittlere Tiefe des Lochan Dubh beträgt 4,3 Meter, woraus sich ein Volumen von 293.216 Kubikmetern ergibt. Sein Einzugsgebiet umfasst 21 Hektar und besteht zu etwa 61 % aus Heideflächen, während Grundwasser 29,6 % des Zuflusses zu Lochan Dubh ausmacht. Der See besitzt keine benannten Zuflüsse. Vom Nordwestufer fließt ein unbenannter Bach ab, der nach kurzer Strecke in den aus Loch More abfließenden Thurso mündet, der in Thurso in den Atlantik entwässert.